# 谢津秋
谢津秋（1963年10月—），湖南资兴人，汉族，中国民主建国会会员。中华人民共和国政治人物、第十三届全国人民代表大会天津地区代表。
2006年7月至2009年2月，担任天津市审计局总审计师，兼天津市审计局审计质量管理委员会办公室主任。2015年2月，担任天津市审计局副局长、民建天津市委员会副主委。2017年6月，担任天津市审计局总审计师，天津市高级审计师评审委员会委员，民建天津市委员会副主任委员。2018年2月24日，当选为第十三届全国人大代表。